# Katholische Erwachsenenbildung in der Erzdiözese München und Freising
Die Katholische Erwachsenenbildung in der Erzdiözese München und Freising e.V. (KEB München und Freising e.V.) ist ein Zusammenschluss von Bildungseinrichtungen, die offene Erwachsenenbildung in katholischer Trägerschaft anbieten. Dazu zählen katholische Bildungswerke (wie z. B. das Münchner Bildungswerk), Verbandsbildungswerke, diözesane Bildungshäuser und Fachstellen des Erzbischöflichen Ordinariats München.

## Struktur
Die KEB München und Freising e.V. wurde 1970 gegründet und ist Mitglied der Katholischen Landesarbeitsgemeinschaft für Erwachsenenbildung in Bayern e.V. (KEB Bayern) und förderungswürdige Einrichtung der Erwachsenenbildung im Sinne des geltenden Gesetzes zur Förderung der Erwachsenenbildung (EbFöG). Damit besteht der Auftrag eines flächendeckenden, überregionalen Bildungsangebots. Katholische Erwachsenenbildung wird in der Erzdiözese München und Freising von ehrenamtlich und hauptberuflich tätigen Personen verwirklicht und findet auf Pfarrei- und Pfarrverbandsebene, auf Dekanats-, Stadt- und Landkreisebene und auf Diözesanebene statt.
Insgesamt gibt es im Erzbistum 14 Kreisbildungswerke und sieben entsprechende Einrichtungen der katholischen Verbände sowie eigene Bildungszentren in Freising, Rosenheim und Traunstein. Jährlich erreicht die Erwachsenenbildung im Erzbistum bei über 14.000 Veranstaltungen mehr als 330.000 Teilnehmer.

## Tätigkeitsbereiche
Die Bildungsarbeit in der KEB München und Freising e.V. basiert auf dem christlichen Gottes- und Menschenbild. In diesem Sinne sind die Mitglieder der KEB München und Freising vorwiegend in sieben Kernbereichen tätig:
- Theologische Bildung
- Familienbildung
- Seniorenbildung
- Gesundheitsbildung
- kulturelle Bildung
- politische Bildung
- Mitarbeiterbildung und Qualifizierung Ehrenamtlicher

## Zusammenarbeit der Bildungsakteure
Seit 2016 arbeiten haupt- und ehrenamtlich tätige Personen digital auf der diözesanweiten Bildungsplattform korbiwiki zusammen. Dieses Projekt ist deutschlandweit einmalig, wobei das Ziel darin besteht, die heterogenen Bildungsaktivitäten fachlich fundiert darzustellen und die Vernetzung der Bildungsakteure zu unterstützen.